# نیکولو دی جووانی فیورنتینو

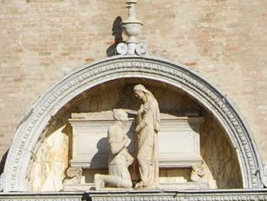
مجسمهٔ ساخته شده توسط فیورنتینو. این مجسمه هم اکنون در کلیسایی در شهر ونیز نگهداری می‌شود.

 نیکولو دی جووانی فیورنتینو (انگلیسی: Niccolò di Giovanni Fiorentino؛ ۱۴۱۸ – ۱۵۰۶) یک مجسمه‌ساز اهل ایتالیا بود.